# طويقان منقط المنقار
طويقان منقط المنقار (الاسم العلمي:Selenidera maculirostris) (بالإنجليزية: Spot-billed Toucanet)‏ هو نوع من الطيور يتبع جنس طويقان ثنائي اللون من الفصيلة الطوقانية.